# Римско-персидские войны
Ри́мско-перси́дские во́йны — обобщающее название серии войн между Римской империей (позднее — Византией) и Сасанидской Персией, начавшейся после прихода к власти на территории бывшей Парфии династии Сасанидов в 226 году и ставшей логическим продолжением сопоставимых по продолжительности римско-парфянских войн.
Хотя эти столкновения происходили на протяжении четырёх веков, значительных территориальных приобретений ни одна из сторон добиться не смогла, поскольку обе державы были вынуждены вести одновременно с рассматриваемыми конфликтами другие войны на своих границах, а также решать сложные внутренние проблемы. Основные операции происходили в приграничных областях — Армении и Месопотамии, — где города, укрепления, провинции часто захватывались, подвергались разграблению и переходили из рук в руки. После того как во II веке произошло смещение границы на востоке, когда она стала проходить по верхнему течению реки Тигр, а не реки Евфрат, было ещё несколько периодов, когда граница была локально стабильна достаточно продолжительное время в северной своей части, в Армении и на Кавказе.
Потери ресурсов, затраченных во время римско-персидских войн, в конечном счёте оказались катастрофическими для обеих империй. Конец этим войнам положила третья сторона — Арабский халифат. Арабские завоевания сокрушили Иран в середине VII века и переросли в арабо-византийские войны в VII—X веках.

## Причины
Борьба Рима с Парфией, а затем и с государством Сасанидов имела глубокие экономические причины. Торговля Римской империи с Индией и Китаем, важнейшее место в которой занимал шёлк, проходила через северную Месопотамию или юго-западную Армению, а затем через Иран или Среднюю Азию. Тем же путём товары шли в обратном направлении. Большое значение также имели пути из Месопотамии на север, в Армению и Грузию.
Стремясь упрочить контроль за торговыми путями, уменьшив при этом торговые издержки, Римская империя неуклонно продвигала свои границы на восток, тесня Парфию. В 115 году император Траян вторгся в Армению, где встретил упорное сопротивление. Это сопротивление, а также неудовольствие Парфии вынудили империю временно приостановить свою экспансию на этом направлении. Последующие военные действия (разорение Арташата в 163 году и парфянский поход Каракаллы в 216 году) также не привели к установлению римского контроля над Арменией.
Восстание Ардашира I (224—240) против Аршакидов, приведшее к падению Парфянского царства, восхождению к власти Сасанидской династии и основанию новой империи — всё это было не только переломным моментом в истории Ирана, но и новым испытанием его отношений с Римом. Хотя вначале враждебное отношение Ардашира к Риму было простым продолжением парфянских настроений, в течение первых нескольких лет своего правления шах упрочил свою власть в достаточной степени, чтобы его амбиции угрожали большей части территорий восточной Римской империи. Римляне знали, что претензии Ардашира выйдут за рамки границ Парфянского царства и что он будет претендовать на все территории, которые когда-то принадлежали его ахеменидским предкам. Поэтому Рим рассматривал Сасанидов как серьёзного противника с самого начала отношений с ними.
Подтверждений тому, что первые сасанидские правители разделяли римское убеждение об интересе новой династии к «ахеменидскому наследию», в персидских источниках нет. Датированное 358 годом письмо Шапура II Констанцию II, изложенное Аммианом Марцеллином, позволяет предположить, что в Персии знали об этой римской теории, но восприняли её только в IV веке.
В своём письме Констанцию Шапур утверждал:

«О том, что мои предки владели территориями до реки Стримон и границ Македонии, свидетельствуют даже ваши старые записи. Требовать прежних границ подобает мне, так как я — никто не сочтёт высокомерным моё заявление, — превосхожу древних царей блеском и множеством выдающихся подвигов. На сердце у меня прежде всего чувство правды; придерживаясь его, я никогда не сделал ничего такого, в чём бы приходилось каяться. Я должен поэтому возвратить себе Армению и Месопотамию, которые были коварно отняты у моего деда.»

## Хронология

### III век

#### Первые столкновения. Война 230—232 годов
Ещё не решив до конца внутренние проблемы, Ардашир начал предпринимать шаги по возвращению Малой Азии. Около 229 года он безуспешно пытался захватить важный торговый центр в верхней Месопотамии Хатру. В 230 или 231 году он почувствовал себя достаточно сильным, чтобы вступить в столкновение с Римской империей, и повёл свои войска в Месопотамию, Сирию, осадил Нисибис и даже достигал Каппадокии.
По свидетельству Диона Кассия, император Александр Север не был готов к такому развитию событий, и его армия в той части империи находилась в неудовлетворительном состоянии. Геродиан сообщает, что «царю царей» было направлено посольство с посланием от императора, в котором предлагалось придерживаться существующих границ и напоминалось о великих победах Августа, Траяна и Септимия Севера. Ардашир это предложение проигнорировал и продолжил разорять Месопотамию.
В 230 году Ардашир начал военные действия против Армении, Кавказской Албании и Лазики — не достигнув успеха в Хатре, он преуспел в других местах. Император Александр Север переместил свою резиденцию на восток в 231—232 годах, занимаясь реорганизацией системы укреплений на восточной границе. Ему удалось достигнуть соглашения с Хатрой о вводе в неё римских войск на правах союзника. Сообщения источников об этой кампании противоречивы. «История Августов» утверждает, что Александр Север победил Ардашира, после чего отпраздновал блестящий триумф, с другой стороны, Геродиан сообщает, что поход в целом завершился поражением Римской империи.
Свидетельств о том, был ли после данных военных действий подписан мирный договор, не сохранилось, равно как и о каких-либо территориальных изменениях.

#### Месопотамский поход Ардашира и Шапура. 237—240 годы
Волнения в Римской империи, начавшиеся после убийства в 235 году Александра Севера, спровоцировали Ардашира на новое вторжение на Запад. Хотя Армения всё ещё не была усмирена, Ардашир в 237 году начал новую военную экспедицию в римскую Месопотамию, захватив важные города Нисибис и Карры.
Важным достижением этой кампании для персов стал захват Хатры. Согласно эпиграфическим свидетельствам, в это время там было некоторое римское военное присутствие, а сам город был хорошо укреплён и мог выдержать долгую осаду. По крайней мере, император Траян безуспешно пытался захватить город в 117 году, а Септимий Север безуспешно осаждал город дважды. Не известно точно, когда Хатра стала частью Римской империи. Возможно, это произошло к 217 году или ещё в 198 году. Около 235 года в город была введена вспомогательная когорта IX Maurorum Gordiana. Как было сказано выше, первая попытка Ардашира взять город успехом не увенчалась. Какой-либо информации о том, как город, наконец, был захвачен, не сохранилось. Согласно арабской легенде, это произошло 12 апреля 240 года благодаря тому, что полюбившая Шапура дочь местного царя предала персам город.
Сложно объяснить, зачем персам понадобилось захватывать этот город. Его стратегическое значение в будущих войнах оказалось невелико. Расположенная в 100 километрах к юго-востоку от ближайшей римской военной базы, Сингары, которая, в свою очередь, считалась чрезвычайно удалённой, Хатра не могла стать опорным пунктом вторжения. В результате город был вскоре оставлен персами.
Важным последствием этих событий стало начало упадка торгового значения Хатры, Дура-Европоса, Пальмиры и других «караванных городов», процветавших, несмотря на римско-парфянские войны, — Сасаниды пытались сосредоточить торговлю в своих руках, однако они не были хорошими торговцами.

#### Война 243—244 годов
Только в 242 году римский император Гордиан III (238—244) отправился со своим войском из Рима, предварительно открыв ворота Януса. Столь длительная задержка — обычно на сборы армии для восточного похода хватало года — может быть объяснена внутренними проблемами, с которыми столкнулся молодой правитель. О хронологии начавшейся кампании не сохранилось достаточной информации. О пути следования военной экспедиции римлян и о городах, которые были отбиты у персов, сообщает «История Августов», а о датах этих событий можно судить только по косвенным признакам — в городах, которые посетил император, были выпущены памятные монеты, а в некоторых из отвоёванных городов, в которых были монетные дворы, возобновилась чеканка римских монет. Таким образом, удалось установить, что, пройдя через Малую Азию, армия Гордиана прибыла в Антиохию Сирийскую через Антиохию в Писидии. Весной 243 года армия пересекла Евфрат и отбила города Карры, Нисибис и Сингару.
О том, какие далее произошли сражения и с каким результатом, персидские и римские источники, следуя античной традиции рассказывать только об успехах, сообщают различную информацию. Согласно римским авторам, под командованием префекта гвардии Тимесифея римляне победили персов при Ресаене, а затем вторглись в сасанидскую провинцию Асорестан. Вероятно, они намеревались дойти до Ктесифона, однако, как сообщает надпись Шапура I «Res Gestae Divi Saporis» на «Каабе Зороастра» (ŠKZ), персы одержали решающую победу в битве при Массисе, в которой Гордиан III погиб.
Погиб ли действительно Гордиан III в битве, произошло ли это в результате предательства его будущего преемника Филиппа Араба, или, как рассказывает «История Августов», Гордиан успел вернуться в Рим и был предан Филиппом уже после войны, неизвестно. Возможно, распространяемая римскими историками версия о предательстве Филиппа Араба была призвана объяснить невыгодный мир, который он заключил с Шапуром. Согласно надписи Шапура, по мирному договору Рим заплатил 500 000 золотых динаров. Историк VI века Евагрий Схоластик сообщает также, что Рим обязался не помогать армянам против Шапура, передав ему Персоармению, а Зонара добавляет к списку уступок Месопотамию.
Вероятно, указанная сумма никогда не была выплачена, так как Филипп расторг договор сразу же по возвращении на римскую территорию. Вопрос о том, была ли в действительности уступлена Месопотамия, является дискуссионным. О событиях в Армении после похода Гордиана сообщают Мовсес Хоренаци и Агафангел, однако хронологические ошибки у них не позволяют произвести точную датировку событий. Когда после того, как армянский царь Хосров был убит, его сын Трдат бежал в Рим, Шапур воспользовался этим как поводом для возобновления военных действий. Точная дата его кампании против Армении неизвестна. Вероятно, между 252 и 256 годами Шапур сместил местную династию Аршакидов и превратил Армению в провинцию, управляемую своим сыном Ормиздом.

#### Первый сирийский поход Шапура I. 252—253 годы
Согласно периодизации следующей надписи ŠKZ, поход, начатый Шапуром I в 252 году, является вторым из трёх его походов против Римской империи. Часто он называется также его первым сирийским походом. Эта надпись, вместе с XIII книгой Сивилл, является практически единственным источником событий данного периода. Помимо этого, известны археологические свидетельства персидской осады Дура-Европоса. Обнаружен также военный архив этого города, проливающий свет на пребывание в этом регионе римского гарнизона в 220—240 годах. События, предшествовавшие этому вторжению, известны плохо. Часть из большого количества узурпаторов, активных в этот смутный период римской истории, действовала на востоке империи. Один из них, отнесённый «Историей Августов» к числу Тридцати тиранов, Кириад, бежал в Персию и с помощью своих сторонников предал Шапуру Антиохию. Другой, Ураний Антонин, наоборот, успешно с сражался с персами.
Время начала персидского вторжения является дискуссионным вопросом. Различные методы исследования (текстологические, нумизматические) относят его к 252—253 годам. По сообщению Мухаммада ат-Табари, на одиннадцатом году царствования Шапура был взят Нисибис. Надпись ŠKZ перечисляет 37 городов и территорий, захваченных Шапуром, однако неизвестно, были ли они захвачены в том порядке, в котором перечислены. Возможно, вторжение шло по двум направлениям, северному и южному, после того как персидская армия нанесла римлянам чувствительное поражение при Барбалиссе. Важнейшим событием кампании, о котором сохранилось большое количество позднейших свидетельств, стало падение Антиохии. Городу, третьему по значению в Римской империи и важнейшему на Ближнем Востоке, был нанесён серьёзный ущерб.
После захвата Антиохии персы через Каппадокию вернулись в свою страну, чтобы во второй половине 253 года начать вторую кампанию этой войны. На этот раз удача отвернулась от персов, и, после поражений от Урания Антонина (или от правителя Пальмиры Одената), Шапур прекратил войну.

#### Действия 254—260 годов и походВалериана
Примерно в 253 году Шапур обратил своё внимание на Армению. Армянский царь Хосров был убит, а его сын Трдат бежал в Рим. Поскольку персы не ставили своей задачей колонизацию захваченных территорий, области в Месопотамии в этот период были ими оставлены. Примерно в 256 году был захвачен и разрушен важный торговый центр Дура-Европос. Тогда же снова была захвачена Антиохия, однако, поскольку чеканка римских монет в Каррах и Нисибисе не прерывалась, это не было широкомасштабным вторжением. В 254—260 годах основные проблемы Римской империи были связаны с отражением наступления готов, и защита восточных границ империи в это время, фактически, была возложена на правителя союзной Риму Пальмиры Одената.
В своих первоначальных восточных действиях Валериан достиг некоторых успехов, о чём свидетельствуют датированные 257 годом его монеты с титулом Parthicus. Примерно в 260 году, как сообщает надпись ŠKZ, Шапур двинул свои войска в Месопотамию, осадив Карры и Эдессу. Собранная со всей Римской империи 70-тысячная армия была разбита, а сам император был захвачен в плен. Дальнейшая его судьба неизвестна. Возможно, вместе с другими пленниками-христианами он был занят на строительстве плотины Банд-э Кайсар.
Это было беспрецедентное поражение, с которым, из более ранних, может быть сравнено только поражение Красса в 53 году до н. э. Увековеченное в монументальных рельефах Накше-Рустама, оно было воспето в X веке Фирдоуси (хотя и было ошибочно приписано Шапуру II) и вошло в европейскую культурную традицию.
После пленения Валериана Шапур продолжил воевать в Киликии, однако не так успешно. Воспользовавшись ослаблением империи, возобновили выступления узурпаторы, один из которых, Макриан Старший, вместе с Оденатом продолжил борьбу против персов. Успех их действий позволил сыну Макриана, Макриану Младшему, претендовать на римский престол, чему Галлиен, занятый многочисленными проблемами в других частях империи, не смог помешать.

#### Пальмирское царство. Оденат
В 260 году, после гибели отца, император Галлиен был вынужден прибегнуть к помощи Одената. Пальмира, зажатая между Римской империей и Персией, в той ситуации имела возможность выбирать себе союзников. В записях Петра Патрикия сохранилось упоминание о мирных переговорах, которые пытался вести Оденат с Шапуром. В результате Оденат принял от Галлиена титул dux Romanorum, давший ему законное право командования римскими войсками в Месопотамии.
В 262—264 годах Оденат провёл чрезвычайно успешную кампанию против Персии, отбросив Сасанидов на позиции двенадцатилетней давности. Ему удалось освободить Нисибис и дважды  взять и разграбить персидскую столицу Ктесифон, и принять титут персидского монарха - "царь царей". Согласно средневековым еврейским источникам, в этот же поход Оденат разорил крупный иудейский центр Нехардею в персидской Вавилонии и вывел оттуда большое количество пленных. После этих успехов он принял титул царь царей, а Галлиен дал ему титулы Imperator и corrector totius Orientis («Корректор всего Востока»). Себе же римский император дал титул Parthicus Maximus. Зосим сообщает об ещё одном персидском походе Одената.
Возможно, убийство Одената в 266 или 267 году обозначило наступление момента, когда империи больше не требовалась дополнительная помощь на востоке. В результате римские провинции были воссоединены с остальной частью империи, однако окончательное подчинение Пальмиры потребовало от императора Аврелиана значительных усилий.
Сасаниды не приняли существенного участия в конфликте между Римом и Пальмирой, возможно потому, что краткость царствований Ормизда I (272—273) и Бахрама I не допускала никаких смелых инициатив в области внешней политики. Тем не менее, «История Августов» упоминает о вспомогательных персидских войсках, перехваченных Аврелианом, осадившим город в 272 году, о планах Зенобии бежать в Персию сообщает также Зосим. Об участии сасанидских войск в этом конфликте достоверных сведений нет. Принятые Аврелианом титулы Parthicus и Persicus maximus, а также надписи на монетах VICTORIA PARTHICA могут относиться к победам в мелких столкновениях на восточной границе либо к пальмирской кампании.

#### После смерти Шапура I. 272—296 годы
Смерть Шапура I в 272 году, короткое правление его старшего сына Ормизда I и внутренние проблемы царствования Бахрама I создали благоприятные условия для реванша Римской империи, решившей большинство своих проблем к концу царствования Аврелиана. Летом 275 года император начал готовиться к новому восточному походу. Собрав армию в Иллирии, он объявил войну Персии, однако был убит во Фракии в результате заговора. Император Проб (276—-282), как сообщает «История Августов», заключил с Персией мирный договор. В 279 году он впервые упоминается как Persicus Мaximus, однако о военных действиях против Персии в его правление ничего не известно. Как и Аврелиан, он планировал масштабный персидский поход и был убит восставшими солдатами.
Преемник Проба, Кар (282—283) провозгласил своей целью уничтожение персидской империи и реализовал давно запланированное вторжение, облегчённое внутренними беспорядками в правление Бахрама II. Римская армия вторглась в Месопотамию, достигла Ктесифона и захватила персидскую столицу. Бахрам II, чьё внимание в этот период было поглощено подавлением мятежа своего родственника Ормизда, прибегнувшего к помощи саков и кушанов для установления своей власти на востоке страны, не смог организовать сопротивления римлянам. Это единственное в своём роде достижение в некоторой степени компенсировало унижения 260 года. Не удивительно, что Кар также принял титулы Parthicus и Persicus maximus. Внезапная смерть Кара в 283 году (как сообщает История Августов, от удара молнии) помешала Риму развить этот успех. Возможно, испугавшись дурного предзнаменования, сын и преемник Кара, Нумериан, сразу же отвёл армию, даже не вступив в переговоры о мире. Таким образом, эта кампания не привела к каким-либо изменениям в сложившейся ситуации.
Бахрам, скованный мятежом на востоке, был вынужден добиваться заключения мира, направив посольство к Диоклетиану. Условия заключённого в 288 году мира, о котором говорит панегирик Мамертина, неизвестны, однако после его подписания Диоклетиан занялся укреплением восточной границы своей империи и поселений в Армении. В 290 году он восстановил на троне Западной Армении Трдата III, в то время как в Восточной продолжал править сын Шапура I Нарсе.

#### Война 296—298 года
Пришедшему к власти в 293 году Нарсе пришлось приложить значительные усилия, чтобы консолидировать центральное правительство. При этом поддержка престарелого младшего сына Шапура I была неоднозначной, поэтому его религиозная политика была более терпимой, чем при его предшественниках, следовавших советам фанатичного зороастрийца Картира. В его правление существенно улучшилось положение манихеев, что стало фактором внешней политики после того, как в 297 году Диоклетиан издал «Эдикт против манихеев». Сформировавшаяся примерно в это время в Римской империи Тетрархия позволила организовать эффективные действия на границах империи и преодолеть последствия «кризиса III века».
В 296 году Нарсе вторгся в Армению и сместил Трдата. В это время Максимиан заменял в рейнских провинциях Констанция Хлора, занятого подготовкой к военной экспедиции в Британию против Караузия. Диоклетиан усмирял карпов на Дунае, а Галерий подавлял восстание Ахиллея в Египте. В результате против Нарсе был направлен Галерий, который был разбит при Каррах. Вероятно, Диоклетиан счёл Галерия персонально виновным в этом поражении и заставил полководца, одетого в пурпур, прошагать тысячу шагов впереди колесницы гневающегося на него Августа. Следующие два года Галерий собирал новую армию, в то время как Диоклетиан заменил его в Египте. За это время Нарсе не смог развить свой успех, позволив Галерию вторгнуться в северную Месопотамию через Армению, где каменистая местность не позволила персам в полной мере использовать преимущества своей кавалерии. В двух битвах персы были разбиты, а в последнем из столкновений Нарсе потерял свой гарем.
После победы при Сатале Галерий предполагал продолжить преследование противника вглубь его территории, тогда как Диоклетиан не хотел начинать новую кампанию, исход которой был не ясен. Нарсе также был настроен на скорейшее заключение мирного договора. В результате в 298 году в Нисибисе был заключён договор, согласно которому Риму была передана часть провинций Малой Армении, а Трдат был восстановлен на троне. Также была чётко определена граница между империями и установлены правила торговли, оказавшиеся выгодными Риму, так как вся торговля должна была идти через Нисибис.

### IV век

#### Сорок лет мира. 298—330-е годы
Очень немного известно о преемниках Нарсе, Ормизде II (302—309) и Атурнарсе (309) и их роли в римско-сасанидских отношениях. Похоже, что Ормизд II начал неудачную западную кампанию, возможно, для того, чтобы взять реванш за унизительное поражение своего отца Нарсе, которому он был свидетелем. Краткое упоминание об этом содержится в двух несторианских источниках — сирийской хронике Арбелы VI или VII века, подлинность и надёжность которой спорны, и арабской хронике Сеерта. Хроника Арбелы утверждает, что Ормизд инициировал этот поход, чтобы отомстить за римские гонения на христиан, которые имели место во время правления Диоклетиана и Галерия. Ормизд II действительно выказывал толерантность к христианам, которые были преследуемым меньшинством в обеих империях в начале IV века. Тем не менее, эти события не нарушили мир, заключённый в 298 году.
Арабский историк X века Балами сообщает о походе Ормизда II в Сирию против гассанидов, в результате которого их армия была разбита, а царь убит. При этом гассаниды названы союзниками Рима, что является явным анахронизмом для начала IV века. Вероятно, это сообщение является интерполяцией историка, ошибочно идентифицировавшего арабские племена согласно различиям, характерным для конца IV века и более поздних периодов. Ещё одно сомнительное указание на имевшие место военные столкновения в этот период содержится в «Хронографии» Феофана Исповедника за 322/323 годы, согласно которой «Нарсис, сын царя Персидского, вторгнулся в Месопотамию и взял город Амиду», но был разбит Констанцием, сыном Константина Великого, занятого в это время борьбой с Лицинием.
Относительно предпринимаемых Римом военных мер против Персии также для данного периода нет достоверных свидетельств. О планах Константина Великого совершить поход против персов может свидетельствовать фраза из панегерика Публилия Оптатиана. Сомнительны рассказы Иоанна Малалы (VI век) и Георгия Кедрина (XI век) о победоносных походах, которые совершил этот император. О напряжённости в отношениях между державами может свидетельствовать также история о бегстве в Константинополь принца Гормизда, перешедшего на службу Римской империи.
Тем не менее, в целом в течение более тридцати лет после заключения мира в 298 году отношения между Римом и Персией были относительно мирными. Хотя условия этого договора не были выгодны персам, наследники Нарсе избегали открытого его нарушения. Как впоследствии об этом сказал Либаний, «то, что происходило у персов, не было миром, но отсрочкой войны и не для того, чтобы не воевать, предпочитали они мир, но дабы повести войну должным образом».

#### Обострение отношений в конце 330-х годов
Из многочисленных источников, преимущественно римских и армянских, известно, что к моменту своей смерти 22 мая 337 года Константин активно готовился к походу в Персию. Поскольку содержащаяся в этих источниках информация не даёт возможности произвести датировку событий и установить их точную последовательность, существуют различные интерпретации причин возобновления враждебности между Римской империей и Персией. Различные теории относят конец мирного периода ко времени от 332 года до смерти Константина. Недостаточная определённость источников, не позволяющая даже сделать однозначный вывод о том, были ли цели предполагаемого похода Константина только оборонительными или же они имели завоевательный характер, привела к тому, что существует значительное количество спекулятивных теорий, пытающихся реконструировать мотивы действий сторон конфликта.
Хронологическая последовательность событий может быть приблизительно реконструирована следующим образом. После победы над Максенцием Константин Великий ускорил процесс христианизации своей империи. В последние годы жизни он стал рассматривать себя как борца за христианство и защитника христиан во всём мире. Вскоре после своего прибытия на Восток около 324 года он направил личное письмо Шапуру II (309—379), в котором выражал свою веру в христианского Бога, приписывал свои победы божественной силе и поручал защиту христиан Персии восточному монарху. Затем, после прибытия персидских послов и обмена подарками, между державами установились дружественные отношения, позволившие около десятилетия процветать христианству на Ближнем Востоке. С течением времени, вместе с военными успехами Константина, христианизацией Армении, ростом числа христианских подданных и сомнениями в их лояльности, нарастало недовольство шаха складывающейся ситуацией.
В правление Диоклетиана Малая Армения стала одной из семи провинций понтийского диоцеза, при этом территории, отошедшие по Нисибисскому договору, сохраняли формальную самостоятельность. Возможно, в правление Диоклетиана был построен крупный форт в Хизане для охраны дороги от озера Ван к Тигру. Поддерживаемый Римом, Трдат III «вёл жестокую войну против персидского царя во все дни своей жизни». Около 330 года Трдат был убит, а против его наследника Хосрова III вспыхнул мятеж, поддержанный персами.
Около 335 года Константин назначил своего племянника Ганнибалиана «царём царей» и правителем понтийских племён, а цезарь Констанций был назначен командовать войсками на восточной границе. Примерно к этому же времени относятся неудачное вторжение персов в Месопотамию и осада Амиды. В 336 году Шапур отправил посольство с предложением мира, однако Константин его не принял. Смерть Константина не дала реализоваться римским планам. После убийства Ганнибалиана в том же году мятеж в Армении постепенно прекратился, и Хосров с римской помощью восстановил свою власть.

#### В правление Констанция II. 337—361 годы
Хаос, возникший в Римской империи после смерти Константина, не остался не замеченным персами, однако только в 338 году они смогли организовать наступление. В то время как Констанций II был занят на Западе переговорами со своими братьями, в Армении враждебная Риму партия свергла царя и начала совершать набеги на приграничные области. Затем Шапур II вторгся в Месопотамию, опустошил эту область и осадил Нисибис, однако силами небольшого гарнизона и горожан удалось успешно выдержать 23-дневную осаду. Затем, когда в конце лета Констанций вернулся из Виминациума, он отправился в Арзанену, где восстановил изгнанного царя, а его противников вывез в качестве пленников в Антиохию. Хотя Констанций смог добиться заключения союза с сарацинами против Персии, сразу выступить против неё император не смог, так как дисциплина в армии после убийств в Константинополе существенно ослабла. К зиме 338/339 годов Констанций решил, что собранных сил достаточно, и начал поход в Месопотамию. Не встретив противника, он не решился углубляться на территорию противника.
Поскольку прямое управление Арменией персами оказалось неэффективным, и восстания теперь происходили уже против них, Шапур решил сменить политику и восстановил в 341 году на армянском престоле сына Тирана, Аршака II. Это позволило стабилизировать ситуацию и упрочить влияние Персии на Кавказе. В 346 году Шапур во второй раз, и вновь безрезультатно, осадил Нисибис. Произошедшие в 344 и 348 годах сражения под Сингарой не принесли персам какого-либо стратегического преимущества. В 350 году состоялась третья осада Нисибиса, в результате которой персы потеряли около 20 000 человек и были вынуждены отступить ввиду вторжения массагетов. Рим не смог воспользоваться этой благоприятной возможностью, так как внимание Констанция в это же время отвлекли восстания Магненция и Ветраниона на Западе. Таким образом, занятые своими проблемами, Рим и Персия почти восемь лет находились в состоянии мира.
За время мира царь Аршак заключил союз с Римом, в то время как персы успешно договорились с хионитами. Аммиан Марцеллин сообщает, что римляне через посредство сатрапа Адиабены Тамсапора известили шаха о своём желании вступить в переговоры. Шапур предложил неприемлемые для Констанция условия заключения мирного договора, ультимативно потребовав Месопотамию и Армению. После отказа императора Шапур выполнил свою угрозу и в 359 году пересёк Тигр. Римляне, не вступая в бой, начали отступать, разоряя оставляемые территории. Констанций покинул Константинополь и прибыл в Каппадокию, чтобы обеспечить лояльность армянского царя, а затем проследовал в Эдессу, где занялся сбором армии. В это время Шапур, решив больше не тратить время на осаду Нисибиса, осадил и, после 73-дневной осады, захватил Амиду. Однако к тому времени Констанцию удалось собрать значительные силы, в связи с чем Шапуру пришлось отступить на зиму за Тигр.
В 361 году Констанций оказался в сложной ситуации — цезарь Юлиан, провозглашённый весной 360 года своей армией в Париже августом, угрожал империи на Западе, а Шапур вновь угрожал пересечь Тигр. Решив в первую очередь устранить внутреннюю угрозу, Констанций отправился на Запад, но, серьёзно заболев, умер по дороге в Киликии 3 ноября 361 года.

#### Поход Юлиана II. 363 год
У сменившего Констанция во главе Римской империи Юлиана II было много причин возобновить войну против Персии. Он мог предполагать, что успех в такой кампании повысит популярность его религиозных инициатив, либо ожидать, что это предприятие будет способствовать усилению единства между чиновниками и армией Западной и Восточной частей империи. По мнению Аммиана Марцеллина, причинами новой войны стали беспокойный склад характера нового императора и его желание получить титул Parthicus. Желание императора воевать было непреклонным, и ни стоимость войны, ни советы приближённых, ни просьба персидского царя принять его посольство и решить спорные вопросы миром не могли повлиять на его решение. Цели Юлиана были весьма амбициозны: он хотел, разгромив Иран, "поставить на колени" Шапура II и обложить данью и налогами не только персов, но и "поселения индусов и сарацин".
5 марта 363 года армия Юлиана выступила из сирийской Антиохии. После пересечения Евфрата у Каллиника армия продолжила движение по левому берегу реки вниз по течению по направлению к Ктесифону, захватывая по пути персидские крепости. В мае 363 года римская армия достигла персидской столицы. Здесь, в ночь с 31 мая на 1 июня 363 г. Юлиан блестяще провел десантную операцию на Тигре, в ходе которой выделенный из речной флотилии и сухопутных частей передовой отряд и две эскадры второго эшелона успешно высадились и захватили участок берега у стен Ктесифона. Однако одержанная под стенами города тактическая победа не позволила достичь целей похода, и Юлиан принял решение продолжить продвижение вглубь территории противника. В ходе отступления, начавшегося 16 июня, римляне почти каждый день вели кровопролитные встречные и арьергардные бои. 25 июня 363 г. произошло сражение у Маранги недалеко от берега р. Тигр, а через сутки, 26 июня, римляне и персы сражались у селения Туммара.    В ходе боя император Юлиан получил смертельное ранение копьем воина-араба, от которого скончался ночью 26 июня (по другим данным, в ночь на 29 июня) 363 года.
Новому императору Иовиану пришлось спешно вернуть римскую армию, заключив 30-летний мирный договор, по которому Нисибис, Сингара и пять областей в Верхней Месопотамии были возвращены Персии. Рим также обещал не оказывать помощь царю Армении, если тот обратится за ней.
В результате обе державы стали обладать примерно равными территориями в этом стратегическом регионе, и если сравнивать с ситуацией после договора 298 года, то положение стало более равным. Рим и Персия контролировали каждый по половине сатрапий Верхней Месопотамии и области Тигра. Хотя договорённости об Армении были полностью пересмотрены в 386 году, заключённый договор обеспечил стабильность границ до 502 года.

#### Армянский вопрос в 364—387 годах
Условия договора 363 года в той части, в которой они касались Армении, вероятно, не были достаточно конкретными. Первоначальное свидетельство Аммиана явно указывало, что Рим отказывался только от своего права защищать Аршака II, однако из дальнейшего повествования можно предположить, что это условие распространялось и на его преемника Папа. О том, что отказ Рима от участия в армянских делах имел более широкий характер, свидетельствуют также хроники Зосимы и Фауста Византийского.
Однако надежды на прочный мир не сбылись. Шапур II чувствовал себя связанным обязательствами по договору 363 года только при жизни Иовиана. Когда римский император умер в следующем году, он возобновил свою агрессивную политику. Основным источником о событиях в Армении в этот период является хроника Фауста. Согласно ей, между 364 и 369 годами произошло 27 персидских набегов в Армению. В большинстве случаев их возглавляли армянские перебежчики, в том числе принцы из рода Аршакидов и Мамиконянов. В результате столь масштабного предательства «началось разложение в лагере армянского царя». При этом Шапур настоятельно призывал Аршака к себе для ведения переговоров, от чего тот постоянно отказывался, несмотря на желание народа заключить мир. Наконец, на тридцатый год своего правления, получив клятвенное заверение в своей безопасности и ультимативное требование приехать, Аршак отправился в Персию, где был ослеплён и заключён до конца своих дней. Различными источниками дата этого события помещается между 364 и 369 годами.
Захватив Аршака, Шапур стал стремиться к полному подчинению Армении и введению в ней огнепоклонства. Он стал также вмешиваться в дела Иберии, изгнав поставленного Римом Саурмага II, передав управление этой страной Аспакуре, «предоставив ему право носить диадему, чтобы явно обозначить своё издевательство над нашим решением». В 370 году Пап, осаждённый вместе с матерью в крепости Артогерасса, смог бежать на римскую территорию, где император Валент встретил его с почётом и предоставил для проживания Неокесарию. Тем не менее, опасаясь нарушить договор, Валент решился только на оказание символической поддержки — с Папом в Армению был послан дукс Теренций, которому не было дано разрешения вступать в столкновение с персами. В результате, не дождавшись помощи, после 14 месяцев осады, Артогерасса пала, а царица Парандзем была захвачена в плен. Города Арташат, Вагаршапат и Зарехаван были также захвачены, разрушены, а их жители уведены в плен.
Наконец, в 371 году Валент принял решение оказать военную поддержку Папу, отправив комита Аринфея с войском, «чтобы оказать помощь армянам в случае, если персы сделают попытку потревожить страну вторичным нападением». В результате Пап смог занять трон, захваченные персами крепости были возвращены, а римские гарнизоны разместились по всей Армении. Иберия была разделена на две части, одна из которых была отдана изгнанному ранее Саурмагу, вернувшемуся с двенадцатью легионами Теренция, а другая осталась у Аспакур. По поводу Армении Шапур заявил протест, утверждая, что оказанная армянам поддержка противоречила договору 363 года.
В 372 году армянский полководец Мушег напал на территорию Персии и захватил лагерь Шапура в Атропатене. И Фауст, и Аммиан согласны в том, что это была исключительно армянская победа, и римляне участвовали только в разделе добычи. Когда после своей победы Пап стал проводить слишком независимую политику, Валент оказал поддержку враждебной царю части знати и духовенства, вследствие чего Пап был предательски убит в 374 году. В 387 году Армения была разделена, и с 391 года правителей Западной Армении назначал император. В 373 году Валент отправил к границе римские войска, которым под Вагабантой пришлось выдержать сильный натиск персидской конницы. Армия Шапура во главе с шахом прибыла в Атропатену, в этой же области стали концентрироваться армянские и римские войска. В последовавших за этим столкновениях римско-армянские войска одержали ряд побед.
Во внутренних делах царь Пап стремился к большей самостоятельности. Поддержка царём арианства привела к конфликту с католикосом Нерсесом и смерти последнего. После того как Кесария отказалась утвердить кандидатуру, предложенную царём, он начал ограничивать права и привилегии церкви и склоняться к восстановлению язычества. Приглашённый Валентом в Тарс, Пап был заключён под стражу, но смог бежать. Император, утративший доверие к Папу, приказал убить его.
После этих событий Шапур решил прибегнуть к дипломатическому разрешению конфликта и предложил разделить Армению и Иберию. Переговоры проходили в 375 и 376 годах и не привели к заключению соглашения. В 377 году Валент собирался начать кампанию против Персии, однако вторжение готов заставило вывести легионы из Армении. Оставшийся без поддержки Вараздат был убит, а власть перешла в руки проперсидски настроенного Мануила Мамиконяна. Катастрофа под Адрианополем позволила ему на семь лет обеспечить мир своей стране.
После смерти Мануила воцарившийся Аршак III, сын Папа, демонстрировал верность христианской ортодоксии и императору Феодосию Великому. Однако, поскольку большая часть знати склонялась к авторитету Шапура III, поддерживаемый последним аршакидский принц Хосров IV воцарился в Армении, а Аршаку пришлось бежать под защиту Рима. Однако возникший конфликт удалось решить дипломатическими средствами. В 386 году посольство Шапура достигло Константинополя, а Флавий Стилихон прибыл в Ктесифон. Старый проект раздела Армении был реанимирован — и с 387 года Хосров стал править примерно 4/5 Армении, а Аршак оставшейся частью.

### V век

#### Улучшение отношений в начале V века
К моменту смерти Шапура II в 379 году Персия была более мощной, чем когда-либо прежде. Несмотря на споры из-за Армении в последней четверти IV века, напряжённость в отношениях между двумя великими империями к концу IV века уменьшилась, а отношения перешли в более прагматическое русло на почве общей заинтересованности в охране кавказской границы и вопросе о стоимости этой услуги для Римской империи. В то время как большая часть IV века была занята долгим правлением Шапура II, чья агрессивная политика в отношении Запада привела к многочисленным вооружённым столкновениям между двумя державами, V век показал ослабление напряжённости между Западом и Востоком. Возможно, это было связано со слабостью его преемников, Арташира II (379—383) и Шапура III (383—388), о которых мало что известно. Правление последнего отмечено улучшением положения христиан и первыми признаками активности подвергающихся давлению гуннов кочевых народов в кавказском регионе и на востоке империи. Эта проблема стала острой при Бахраме IV (388—399), когда в 395 году гунны впервые вторглись через Кавказ на Ближний Восток.
В 409 году Йездигерд I (399—420) провозгласил свободу вероисповедания для христиан. Пользуясь поддержкой шаха, глава персидских христиан Исаак Селевкийский созвал собор в Селевкии. На этом соборе, открывшемся 1 февраля 410 года, была подтверждена приверженность канонам Никейского собора, тем самым был устранён раскол со своими западными единоверцами, а сам Исаак был утверждён в качестве главы Церкви Востока. Дальнейшее укрепление религиозного мира в Персии связано с активностью Маруфы, епископа Мартиропольского, выполнившего большое количество посреднических миссий между византийским императором и персидским шахом. Сократ Схоластик приписывает ему разоблачение обмана зороастрийских волхвов перед Йездигердом и намерение того обратиться в христианство, осуществить которое помешала смерть правителя.
О том, что в начале V века между двумя империями развивались взаимовыгодные торговые отношения, свидетельствует включённая в кодекс Юстиниана конституция лат. de commerciis et mercatoribus императоров Гонория и Феодосия II. Датированная 408/409 годами и адресованная префекту префектуры Востока Анфимию, она устанавливала места торговли — Нисибис и Артаксаты, расположенные на персидской стороне, и византийский Каллиник. В этом документе устанавливались также ответственность за шпионаж и правила проезда послов. Тот факт, что конституция относится к торговцам обеих стран, означает, что сасанидские интересы также были представлены, а для её исполнения требовалось согласие Йездигерда.
Источники сообщают различные факты, иллюстрирующие хорошие отношения между державами в начале V столетия. Например, восставший в правление Бахрама IV сатрап персидской части Армении Хосров искал, но не нашёл поддержки у Феодосия Великого. Романтическая история, рассказанная Прокопием Кесарийским, о том, как император Аркадий (383—408) попросил Йездигерда стать опекуном своего малолетнего сына Феодосия после своей смерти, при всей своей неправдоподобности также может служить подтверждением мирного характера отношений в эти два десятилетия.

#### Войны 420—422 и 440 годов
К 420 году как в Персии, так и в Византийской империи появились обстоятельства, делающие новую войну оптимальным средством разрешения внутриполитических проблем. В Персии религиозная терпимость Йездигерда, приведшая к стремительному распространению христианства после 410 года, стала вызывать неприязнь зороастрийских священников и аристократии. С другой стороны, принявшая в 414 году титул августы благочестивая сестра Феодосия II Пульхерия уделяла большое внимание борьбе с иноверцами и защите христианства. Поэтому, когда около 420 года христианский священник из города Хормиздардашир разрушил святилище огня, расположенное рядом с христианским храмом, и христианская община города отказалась оплатить его восстановление, последовавшие за этим казни виновников и преследования христиан по всей Персии стали поводом для войны. Сократ Схоластик называет и другие причины конфликта — невыдачу римлянами беглых персидских христиан, невозвращение персами арендованных золотокопателей и обиды, чинимые персами римским купцам.
Под командованием Флавия Ардавура римская армия осадила Нисибис, в то время как, согласно рассказу Мовсеса Хоренаци, персидская армия под личным руководством Бахрама V в течение тридцати дней осаждала Феодосиополь. Военный успех был скорее на стороне римлян, однако вторжение в 422 году гуннов во Фракию вынудило стороны искать мира. В результате заключённый в 422 году между империями мир не принёс каких-либо территориальных изменений. Условия мирного договора не сохранились, однако, вероятно, его условия гарантировали христианам не только возможность искать убежище в Римской империи, но и прекращение преследований. При этом в Римской империи гарантировались аналогичные условия для приверженцев зороастризма. Возможно также, что договор запрещал «переманивать» арабских союзников другой державы.
Следствием этих событий стало принятие в 424 году решения лидерами персидских христиан о независимости своей церкви от византийской церковной организации с целью избежать подозрений в симпатиях к врагам Персии. Вероятно, эта политика принесла свои плоды, и хотя акты мучеников, относящиеся к правлению Бахрама V и его сына Йездигерда II, многочисленны, интенсивность преследований была гораздо ниже, чем во времена Шапура II. Кратковременный конфликт в 440 или 441 году, когда, воспользовавшись тем, что Византийская империя подверглась одновременному вторжению гуннов Аттилы и вандалов Гейзериха, Йездигерд II вторгся в римскую Армению, не ухудшил положения христиан в Персии.
Подвергавшиеся значительному давлению Армения, Иберия и Кавказская Албания, в которых при Йездигерде II усилилось насаждение зороастризма, не нашли поддержки ни у Феодосия II, ни у его преемника Маркиана.

#### Положение дел во второй половине V века
Хотя между 440 и 502 годом между Византией и Персией не было военных столкновений, этот период был насыщен событиями, важными для обоих государств.
Трудности, которые испытывала Восточная Римская империя в начале 440-х годов, отражая агрессию сразу на нескольких фронтах, привели к существенной реформе управления границей. С 443 года магистр оффиций отвечал за то, чтобы лимитаны и союзные сарацины охраняли восточную границу империи, а XIV новелла Феодосия устанавливала правила оплаты их услуг. Вскоре после заключения мира в 442 году Йездигерд II перенёс свою столицу из Ктесифона в Нишапур для того, чтобы лучше действовать против «белых гуннов», борьба с которыми отнимала все силы сасанидской империи. Возможно, поэтому подозрения Приска Панийского о том, что в 447/448 годах персы замышляли враждебные действия против Византии, оказались беспочвенными. Тот же автор отмечал, что служба Флавия Ардавура Юниора в качестве magister militum per Orientem в 450-х годах была чрезвычайно необременительна.
Период 450—470 годов отмечен борьбой Персии и Византии за влияние над арабскими племенами. В правление Пероза (457—484) Персия продолжала воевать с кочевниками, что требовало напряжения всех сил государства и приводило к истощению казны. Усиление налогового бремени, возложенного на кавказские провинции Персии, привело к восстаниям в 481—484 годах народов Закавказья. В то же время шах требовал от византийцев золота, «не требуя его как подати, но вызывая их усердие, будто бы он ради них вёл в ними <гуннами> войну, „чтобы они не перешли в вашу землю“». После гибели Пероза в 484 году его преемник Балаш (484—488), «муж смиренный и миролюбивый», принял страну в разорённом состоянии и пустой казной. Император Зенон, к которому он обратился за помощью, отказал ему, напомнив, что пришло время возвращать Нисибис, который был, якобы, передан по договору 363 года персам на 120 лет.
Ослабленная Персия была вынуждена заключить Нварсакский мир, восстановивший религиозный мир в Закавказье. Другие важные религиозные процессы были связаны с распространением несторианства в Персии. После соборов в Эфесе (431) и Халкидоне (451) многочисленные последователи доктрины Нестория бежали в Персию, где стали важнейшей опорой Балаша, не имевшего средств, чтобы получить поддержку армии. В отличие от православных, которые были прикреплены к антиохийскому диоцезу, несториане рассматривались не как потенциальные шпионы, а как союзники в борьбе против Византии. Одновременно с этим отвергалась претензия византийского императора на право быть единственным законным представителем христианской церкви. Как следствие, религиозные преследования в Персии прекратились. В 484 году Бар Саума, фанатичный последователь Нестория, использовал своё влияние для того, чтобы поддержанный шахом Перозом синод в Бет Лапате распространил несторианство на все христианские общины Персии. В течение короткого периода времени Ассирийская церковь Востока создала тесную сеть епархий по всей империи, и несторианство стало, фактически, второй после зороастризма «государственной церковью».

### VI век

#### «Анастасиева война». 502—506 годы
Причины, по которым закончился самый длинный период мира в истории римско-персидских отношений, связаны со сложной внутренней обстановкой в Иране. Воцарившийся после ослепления Балаша Кавад I поддержал маздакитское движение, экономические требования которого состояли в установлении имущественного равенства. В результате, когда на требования шаха выплатить дань, выдвинутые в 491/492 и 495/496 годах, император Анастасий ответил отказом, Кавад не смог найти поддержку внутри своего государства и был вынужден бежать к эфталитам. Восстановившемуся на престоле с помощью кочевников Каваду пришлось не только кормить и содержать своих новых союзников, но и дать им возможность обогатиться. Пустая казна, внутренние волнения, неурожай и наводнение не оставляли другой возможности, кроме войны с Византией. Помимо гуннов, Кавад смог привлечь к своему походу мятежные арабские племена и армян. Византия в это время сама находилась в сложном положении, вынужденная вести войны с гепидами в Европе, блеммиями в Северной Африке и заниматься подавлением исаврийского мятежа и волнений в столице.
События персидского вторжения, начавшегося в августе 502 года, наиболее подробно изложены в современных событиям сирийских источниках, важнейшим из которых является хроника Иешу Стилита. Первый удар персидского войска пришёлся на византийскую Армению, в которой был опустошён и разрушен Феодосиополь, а затем и «все селения северной стороны». В августе и сентябре, не встречая организованного сопротивления, персидские и гуннские войска грабили провинции, лежащие на пути к Амиде и Эдессе — Агел, Суф, Армению и Ароб. Узнав о разграблении богатых торговых центров и не имея возможности оказать вооружённое сопротивление, Анастасий направил предложение Каваду взять золото и покинуть пределы Византии. Это предложение было отвергнуто, и 5 октября 502 года армия Кавада осадила Амиду. Когда стало ясно, что быстро город не взять, Кавад, не снимая осады, поручил другим частям своего войска начать операции на других направлениях. Один из отрядов, направленный к Телле, нанёс поражение дуксу Олимпию 2 ноября, а другой, под командованием лахмидского царя Наамана, 26 ноября захватил Харран, взяв в плен 18 500 человек. Дукс Мелитены Евгений, после поражения Олимпия, не считая возможным сопротивляться всему персидскому войску, направился к Феодосиополю и вновь овладел городом.
Важнейшим событием войны стала осада Амиды, начавшаяся 5 октября 502 года. Несмотря на все усилия, Кавад не смог взять город, используя все осадные технологии того времени. Его потери были настолько велики, что он даже рассматривал возможность снятия осады за небольшой выкуп серебром. Однако жители города отвергли это предложение, и, когда в результате предательства, 10 января 503 года город был взят, персами было перебито, как сообщают различные источники, 80 000 человек. Огромная добыча, большая часть которой досталась шаху, включала не только золото и украшения, но и произведения искусства и лучших ремесленников. Перезимовав в Амиде, Кавад двинулся на восток, к плоскогорью Синджар. Весной 503 года Анастасий отправил в Месопотамию войско под командованием Ареобинда, Патрикия и Ипатия. 15-тысячное войско Ареобинда встало на границе у Дары, которая в то время ещё не была укреплена, а 40-тысячное войско Патрикия и Ипатия осадило Амиду. Одержав ряд побед, византийцы, лишённые единого командования, не смогли развить успех. После неудачной осады Нисибиса Ареобинд был разгромлен у Теллы, а Патрикий и Ипатий — у Ападны. Отступивший в Эдессу Ареобинд был осаждён в сентябре Кавадом, перед этим безуспешно пытавшимся взять Теллу. Благодаря героизму местного населения осада была снята, и Кавад отступил к Евфрату.
В октябре 503 года Месопотамии достигло большое войско под командованием magister militum Келера, который должен был объединить командования над византийской армией. Зимой 503 года римляне продолжали беспокоить персидский гарнизон в Амиде, а в марте Келер отправился в поход по приграничным провинциям Персии, захватывая большое количество пленных. В это время Патрикий продолжал осаждать Амиду, в которой начался сильный голод. Эти обстоятельства, а также обострение положения на Кавказе, вынудили Кавада в конце 504 года начать переговоры о мире. В 505 году было заключено перемирие и была выкуплена у персов Амида, а осенью 506 года был заключён мир. Поскольку с наступлением зимы византийская армия начала разбегаться, достигнутые условия мира были выгоднее персам. За возвращение Амиды и прекращение войны было выплачено значительное количество золота. Согласно Прокопию Кесарийскому, мир заключался сроком на семь лет и потому носил характер перемирия.

#### Между войнами. 506—526 годы
Хотя в последующие годы не было вооружённых конфликтов, римляне в период мира занимались деятельностью, имевшей далеко идущие последствия. Учитывая опыт предыдущей войны, Анастасий понял, что римские укрепления вдоль границы несостоятельны и не смогут предотвратить персидское наступление, поэтому был построен ряд новых приграничных крепостей. На основании анализа ряда вариантов, в 505 году был сделан выбор в пользу расположенной в 80 километрах к северо-западу от Нисибиса и 5 километрах от границы Дары в качестве нового стратегического пункта на границе с Ираном. Работы начались ещё до подписания мирного договора и велись ускоренными темпами; всё строительство, по сообщению Захарии Митиленского, заняло 2—3 года. Строительство мощной крепости в такой близости от границы вызвало безрезультатные протесты Кавада, которые, как и попытки силой разогнать рабочих, не смогли помешать закончить строительство. Были также укреплены и другие города Месопотамии и Феодосиополь в Армении.
Мирный характер отношений до начала 520-х годов был обусловлен внутренними проблемами обоих государств. До 513 года Кавад успешно вёл войну с «белыми гуннами», которая полностью отнимала его силы, а затем внимания вновь стало требовать маздакитское движение, участники которого были вовлечены в заговор против шаха в пользу его сына. После того как в 523 году лидеры движения были убиты, как политическая сила маздакизм в Персии был уничтожен.
В этот период сложная картина межрелигиозных отношений осложнилась тем, что с приходом к власти в Византийской империи сторонников Халкидонского собора в лице императора Юстина I и его племянника Юстиниана начались преследования монофизитов, часть из которых предпочла переселиться в Персию, где они были враждебно встречены несторианами. Поскольку часть арабов также являлась сторонниками монофизитства, это повлияло на то, что лахмидский царь Мундар отверг предложение химьяритского правителя Зу Нуваса уничтожить всех христиан на своей территории. Завоевание южного Йемена аксумским царём Калебом также произошло при участии лахмидских арабов, традиционных союзников Персии, с которыми Византия существенно улучшила отношения после переговоров в Рамле в 524 году.
В начале 520-х годов влияние Персии в Закавказье уменьшилось настолько, что новый царь лазов Цатэ предпочёл за подтверждением своего титула обратиться не к Каваду, от которого он ожидал требования принятия зороастризма, а к Юстину. Сохранились подробные рассказы о том, как Юстин тепло принял Цатэ в 522 году в Константинополе, признал его правителем Лазики, подарил ему богатую одежду, украшенную своим портретом, и женил на внучке патриция и куропалата Ониния. Сообщения источников о том, что Цатэ во время своего визита крестился, следует скорее понимать как указание на то, что он торжественным актом хотел подтвердить свою приверженность христианству, чем то, что принц был язычником в преимущественно христианской стране, крестившейся в правление императора Льва. На протест Кавада, посчитавшего произошедшее нарушением существующих соглашений и вмешательством в свою сферу влияния, Юстин ответил в том смысле, что невозможно помешать чьему-либо желанию стать христианином.
В поисках союзников в приближающейся войне обе державы обратились к гуннам, жившим за Кавказскими воротами. И Кавад, и Юстин вели переговоры с их предводителем Зилгиби, который принял богатые подарки у обеих сторон и обещал как персам, так и римлянам военную помощь. Узнав о таком вероломстве, Юстин решил повернуть ситуацию в свою пользу и сам сообщил о двуличном поведении вождя гуннов. Кавад вызвал Зилгиби к себе и, когда тот подтвердил выдвинутые против него обвинения, убил и его, и 20 000 не подозревавших об опасности сопровождавших своего вождя кочевников. Кавад был так впечатлён этим дружественным жестом Юстина, что предложил ему усыновить своего младшего сына Хосрова и тем самым обеспечить ему наследование престола. Подробности завершившихся ничем переговоров на эту тему, которые Кавад хотел совместить с заключением формального мира, рассказываются в труде Прокопия Кесарийского.

#### Иберийская война. 526—532 годы
Неудачное завершение переговоров привело к тому, что Кавад снова начал искать пути захвата Лазики. По мнению Прокопия Кесарийского, это стремление персов было частью далеко идущего стратегического плана, следующими целями которого были византийские провинции Галатия, Вифиния, а затем Константинополь. Таким образом, осуществляя этот план, Кавад усилил давление на соседнюю Иберию. Традиционно в качестве повода для войны на Кавказе было избрано насаждение зороастризма, в частности, иберийцам было предписано вместо погребения мёртвых оставлять их на съедение птицам и собакам. Иберийский царь Гурген обратился за помощью к Юстину, который отправил в Крым к гуннам племянника Анастасия Проба, с целью подкупить кочевников для помощи Иберии. Миссия Проба оказалась неуспешной из-за того, что гунны в это время находились в состоянии междоусобной борьбы, что, однако, позволило Юстиниану впоследствии подчинить Боспорское царство. В это же время по приказу Юстина военачальник Пётр собрал в Лазике войска для оказания поддержки Гургену против вторгшейся в страну армии Кавада, который, легко преодолев сопротивление противостоящих ему сил, захватил всю Иберию. Гурген с семьёй и свитой бежал в Константинополь, и с тех пор «персы не позволяли им <жителям Иберии> иметь своего царя, ивиры же подчинялись им против своей воли, и между теми и другими царило большое подозрение и недоверие».
Безрезультатный поход в 526 году молодых Велизария и Ситты в Персармению и неудачи в борьбе против подвластных Персии армянских князей показали слабость пограничной обороны в этой части границы империи. Дукс Армении и местные князья продемонстрировали неспособность удержать стремительный натиск персов на имперские владения, а нахарарские дружины в силу своей неоднородности не отвечали требованиям строевой дисциплины, и им было трудно действовать совместно с регулярными византийскими войсками. Примерно в 528 году Юстиниан упразднил должность комита Армении, установив вместо неё должность стратега, дав ему значительное количество войск, достаточное для отражения вражеских набегов. В дальнейшем ход войны переместился в Месопотамию, однако переговоры византийцев с гуннами продолжились, и, по сообщению греческих историков, в 528 году королева гуннов Боа нанесла поражение союзникам Персии.
Начав после захвата Иберии переговоры о заключении мира и продолжая требовать выплаты золота, которого персы не получали с окончания предыдущей войны, Кавад с помощью своих лахмидских вассалов разорял Месопотамию. После неудачной контроперации византийских войск, не сумевших в середине лета 527 года захватить Нисибис и Тебету, на посту дукса Месопотамии Либелариуса сменил Велизарий. В конце царствования Юстина были предприняты попытки укрепить некоторые приграничные города, однако эффективное противодействие арабских союзников Персии не позволило завершить эти работы, однако уже в начале царствования Юстиниана были укреплены оборонительные сооружения и усилен гарнизон Пальмиры. В 528 году основной проблемой оставалась слабо защищённая южная граница, и несмотря на все усилия Велизария защитить рабочих, крепость в Таннурисе появилась только к концу царствования Юстиниана. После суровой зимы 528—529 годов, когда Антиохия и Лаодикея были разрушены землетрясением, а в Самарии разгорался мятеж, Юстиниан отправил магистра оффиций Гермогена к персидскому двору с предложением начать мирные переговоры. Кавад традиционно выдвинул требование выплаты дани, на которое Юстиниан не ответил, и со следующего года война вступила в активную фазу.
В июне 530 года войска Кавада пересекли границу, что стало неожиданностью для византийских военачальников, ожидавших продолжения переговоров. Нанеся персам поражение при Даре в Месопотамии, а затем в сражение при Сатале в западной Армении, Юстиниан решил возобновить переговоры и даже был готов на однократную выплату Каваду, однако к весне 531 года оказалось, что шах решил отказаться от поисков мира. Возможно, на его решение повлияло отпадение Армении после чувствительных поражений или преувеличенные слухи об успехах восстания в Самарии. 19 апреля в битве при Каллинике обе стороны понесли тяжёлые потери. После года приграничных столкновений летом 532 года с преемником Кавада Хосровом был заключён «Вечный мир», по условиям которого Византия отдала Ирану золотые копи в Фарангии, крепость Болоно и обязалась выплатить Персии 11 000 фунтов золота, а также перенести резиденцию дукса Месопотамии из Дары в Константину.

#### В период «Вечного мира». 532—540 годы
Непродолжительный период мира обе империи посвятили решению важных задач. В Персии Хосров I Ануширван провёл серию реформ, начав с налоговой реформы, призванной упорядочить обложение земельной собственности, запутавшееся за время активности маздакитского движения. Реформа армии отменила существовавшую ранее систему, когда феодалы должны были обеспечивать предоставляемые ими войска снаряжением; теперь это стало функцией центрального правительства, что фактически означало создание профессиональной армии. Поскольку полностью оплатить услуги новообразованного сословия всадников государство не могло, им предоставлялись во владение земли, что привело к возникновению значительного класса мелких землевладельцев. Территория страны была разделена на четыре военных округа, возглавляемых спахбедом, отвечающим за оборону своей части границы. В продолжение политики своих предшественников при Хосрове строились новые приграничные крепости и дороги.
Устранив угрозу на Востоке, Юстиниан отправляет Велизария против королевства вандалов и аланов, покорение которого завершилось в 534 году, а затем против королевства остготов в Италии. Успехи византийцев в войне с остготами вынудили их короля Витигиса обратиться не только к своим германским союзникам, но и искать помощи у Персии. Понимая, что Византия не сможет вести войну и на Западе, и на Востоке, весной 539 года Витигис отправил к Хосрову послами двух лигурийских священников, которые объяснили шаху опасность успехов Византии на Западе и в Африке. Можно предполагать, что эти дипломатические усилия имели определённый успех, поскольку уже весной 540 года «Вечный мир» был нарушен.
В конце 530-х годов обострилась вражда между союзными Византии гассанидами, возглавляемыми Арефой, и лахмидами, поддерживаемыми Ираном. Обе стороны обвиняли друг друга в нарушении границ в районе страты Диоклетиана, а их сюзерены обменивались взаимными обвинениями в переманивании вассалов. До нашего времени дошла как византийская точка зрения, изложенная Прокопием Кесарийским, так и персидская в трудах Мухаммада ат-Табари. Вероятно, Юстиниан действительно пытался подружиться с Мундаром, который действительно нападал на территорию Византии. Эти обстоятельства вместе с сохранившейся необходимостью платить дань эфталитам стали причиной новой войны.

#### Война в Сирии и Месопотамии. 540—545 годы
Весной 540 года персидская армия, возглавляемая лично шахиншахом, вторглась в византийскую Месопотамию. Хосров захватил расположенную на берегу Евфрата Суру и угрожал Иераполю, который был покинут военачальником Вузой с лучшими воинами. Сирийские и греческие источники приводят список городов, захваченных персами либо спасшихся, заплатив выкуп, — помимо Суры, 20 000 жителей которых обязался выкупить за 2 кентинария епископ Сергиополя, это Халеб, захваченный после отказа заплатить четыре кентинария, Иераполь, откупившийся за 2000 либр серебра, и другие. Рассказ Прокопия Кесарийского не оставляет сомнений, что целью похода Хосрова было не завоевание этой, давно и глубоко эллинизированной территории, а захват населения и ценностей. Захват и разрушение отказавшейся выплатить 10 кентинариев Антиохии, одного из крупнейших городов империи, заставил Юстиниана срочно пытаться договориться, однако Хосров, обвиняя римлян в возникновении сложившейся ситуации, потребовал большую сумму денег, соглашаясь за 50 кентинариев единовременно и 5 кентинариев ежегодно взять на себя труды по защите Кавказских ворот. Ожидая ответа императора, Хосров направился к Селевкии, население которой разбежалось, затем к Апамее, Эдессе и Даре, везде предпочитая взятие выкупа трудностям ведения осады. По завершении лета, то есть сезона, когда обычно проводили походы, Хосров покинул «ромейские пределы».
В сезон 541 года войска Хосрова напали на Лазику, в то время как византийцы действовали в южной Месопотамии. Прибывший на Восток Велизарий, не имея достаточно сил для столкновения с основной персидской армией, предпочёл действовать на южном фронте. Из-за отказа военачальников подчиняться приказам попытка взять Нисибис оказалась безуспешной. В результате, единственным значимым достижением этой кампании стал захват небольшой крепости Сисавранон и рейд «ромейских арабов» Арефы по Ассирии, где они произвели значительные разрушения и захватили богатую добычу. Обеспокоенный известиями о действиях византийцев, Хосров покинул Лазику в том же году. Целью своего третьего похода, начавшегося весной 542 года, Хосров избрал Палестину, ранее не подвергавшуюся разграблению и потому обещавшую богатую добычу. Не сумев захватить Сергиополь, шах ограничился захватом и разрушением Каллиника, после чего покинул границы империи. Незначительный масштаб операций в этом году был связан с тем, что Велизарию к этому времени удалось собрать значительные силы в Дуре-Европосе; к этому же году относится начало юстиниановой чумы. В 543 году персы вновь действовали на Кавказе, добившись, несмотря на свирепствовавшую там чуму, успехов на территории Азербайджана. После осады в 544 году Эдессы, которая принесла персам 5 кентинариев золота, было заключено на 5 лет перемирие, по которому римляне выплатили 20 кентинариев и послали шаху врача Трибуна, у которого в Персии сложилась высокая репутация.
Перемирие не прекратило вражду гассанидов и лахмидов, и в 546 году во вспыхнувшей между ними войне победа была на стороне Арефы. Примерно к 547 году относится совершённый по просьбе Юстиниана поход химьяритского царя Абрахи на Персию. Однако все эти действия не привели к нарушению перемирия, которое продлялось ещё несколько раз до заключения мира в 562 году.

#### Лазская война. 541—562 годы
Нарастающее недовольство византийским правлением в Закавказье, связанное с тяготами содержания пограничной армии и попытками византийских правителей нажиться на местном населении, привело к тому, что в начале 540-х годов лазский царь Губаз II обратился к Хосрову с просьбой принять Лазику в своё полное распоряжение. Шах принял это предложение и, захватив в 541 году ряд крепостей, включая недавно основанную Петру, установил свой контроль над регионом. Воспользовавшись тем, что основные силы персов в 542 году находились на южном театре военных действий, 30-тысячная византийская армия начала вторжение в Персармению и попыталась захватить столицу этой области, Двин. Из-за неорганизованности, возникшей вследствие большого количества командующих, и неспособности воевать в гористой местности, римляне потерпели сокрушительное поражение от существенно меньшей персидской армии при Англоне.
Отпадение от Византии не принесло ожидаемого мира и процветания. Установив свой контроль над Лазикой, персы вновь занялись насаждением зороастризма и даже планировали выселить местное население, заселив страну персами. Опасаясь за свою жизнь, Губаз запросил помощи Юстиниана и вступил в союз с аланами и сабирами. В 549 году Юстиниан отправил войско в 7000 человек под командованием Дагисфея и 1000 цанов. Армия встала лагерем возле Петры и приступила к осаде. Проводимая неумело и нерешительно, осада завершилась полным провалом. Персидские войска под командованием Мермероя нанесли поражение небольшому византийскому отряду, охранявшему горные проходы, а затем сняли осаду с Петры. Оставив 3000 человек в Петре, Мермерой двинулся в Армению, оставив 5000 солдат на разграбление Лазики. Эти силы были разбиты Дагисфеем в битве у реки Фазис в том же 549 году. Следующее наступление персов было также неуспешным, а их военачальник Хориан был убит в решающей битве у реки Гиппис. Новый византийский полководец Бесс, сменивший Дагисфея, на которого лазы пожаловались Юстиниану, обвинив его в измене, подавил проперсидский мятеж абазгов, захватил Петру и нанёс Мермерою поражение у Археополя в 551 году. Тем не менее, последнему удалось захватить Кутаиси и крепость Ухимерион, блокировав важные горные дороги.
В 554 году Мермерой одержал победу у Телефиса, вынудив отступить византийско-лазские силы к Несосу. После смерти Мермероя в 555 году персидским главнокомандующим был назначен Нахораган. Он отразил византийское нападение на персидские позиции у Оногурис и вынудил противника отступить от Археополя, который дважды не удалось захватить Мермерою. Эти поражения обострили отношения между византийскими и лазскими полководцами, Губаз жаловался Юстиниану на генералов Весса, Марнина и Рустиция. Бесса был отозван, а Губаз был убит Рустицием и его братом Иоанном. После смерти Губаза сенатор Анастасий провёл расследование, и Рустиций с Иоанном были арестованы. В 556 году союзники захватили обратно Археополь и отразили нападение Нахогарана на Фасис. Осенью и зимой того же года византийцы подавили восстание, поднятое горным племенем мисимиян, и окончательно изгнали персов из страны.
В 557 году было заключено перемирие, а в 561/562 году был подписан «Пятидесятилетний мир», по которому Хосров признавал Лазику византийским владением за ежегодную выплату золотом. Одним из обсуждавшихся при заключении мира вопросов была принадлежность Сванетии, бывшей в то время частью Лазики, однако тут стороны к соглашению не пришли.

#### Недолговечный мир. 562—572 годы
Мирным договором 561 года граница была установлена достаточно точно, и хотя принадлежность Сванетии не была установлена, Юстиниан в отношениях с Персией смог сосредоточиться на религиозных вопросах, теме, всегда имевшей для него особенное значение. Ощущая себя, подобно Константину Великому, покровителем всех христиан, преследование которых традиционно началось и закончилось вместе с войной, Юстиниан предпринял попытку воссоединения православной и несторианской персидской церквей. Состоявшаяся в Константинополе через несколько лет после заключения мира международная теологическая конференция не дала каких-либо результатов, а один из её участников со стороны несториан, мар Бабай Великий, назвал впоследствии Юстиниана «клоакой всех ересей». Неуспех примирительной деятельности преемника Юстиниана, Юстина II, попытавшегося примирить православных с монофизитами, имел более серьёзные последствия, когда утратившие лояльность территории Ближнего Востока и Северной Африки были завоёваны персами в начале VII века.
Юстин II в 565 году унаследовал не только расстроенные финансы, угрожающие способности империи формировать боеспособную армию, но и обширные обязательства по выплатам соседним народам, которые приблизительно можно оценить в 3000 фунтов золота в год. Одним из первых решений нового императора был отказ в выплате аварам и лахмидским арабам. Новым фактором внешней политики стали тюрки, разгромившие эфталитов и желавшие заключить с Византией союз против Персии. Ободрённый этим, Юстин оказал решительную поддержку христианам персидской Армении, где Хосров возобновил строительство зороастрийских храмов. Со своей стороны, Хосров изменил сложившееся геополитическое состояние, оказав поддержку химьяритам против Эфиопии в Йемене.
По мнению Джона Бьюри, «заключённый в 562 году мир, хотя и имел фиксированную длительность в 50 лет, был обречён на недолговечность, потому что он основывался на выплате денег, и ни одна из сторон не питала иллюзий, что он будет долгим». Современник событий, монофизитский церковный деятель Иоанн Эфесский считал, что у начавшейся войны было две причины — «подчинение персидской Армении ромеями» и то, что «ромейский император отправил послов к варварским народам, называемым тюрками». Вторую из этих причин, имеющую отношению к важнейшему вопросу о торговле китайским шёлком, считал основной и Менандр Протектор, а Феофилакт Симокатта всё приписывает «великой глупости» Юстина.

#### Война 572—591 годов
Несмотря на то, что события в Персармении развивались тревожным образом, Хосров пытался сохранить мир и отправил в начале 572 года посольство с требованием обычных выплат и подтверждением договора. Однако Юстин, принявший решение отказать персам в этих требованиях, отправил в Осроену своего родственника Маркиана, который уже в конце лета того же года с 3-тысячным войском устроил набег на Арзанену, однако сил для полноценной кампании было ещё недостаточно. Весной Маркиан «прибыл в Месопотамию весьма с немногими, и притом безоружными воинами, ведя с собой также каких-то землекопов и погонщиков, которые набраны были в соседних странах», и осадил Нисибис. В ответ персы отправили против Византии две армии — одна под командованием Хосрова заставила отступить Маркиана от Нисибиса, а затем осадила Дару, в то время как армия полководца Адаармана пересекла Евфрат у Киркесия, захватила Апамею, а затем соединилась с основными силами. Объединённая персидская армия захватила Дару осенью 573 года, после и вследствие чего император окончательно лишился рассудка.
В 574 году возобновились мирные переговоры, и в конце года, уже при императоре Тиберии II, в Месопотамии было заключено перемирие на 5 лет с условием выплаты Византией 30 000 номисм ежегодно. Однако соглашение не относилось к Армении, а первоначальные успехи византийцев на северном фронте оказались недолговечными. Помощь от тюрков, на которых так рассчитывал Юстин, не пришла, в 576 году престарелый Хосров провёл успешную кампанию в Закавказье — сжёг Севастию, разорил Мелитену, а 15-тысячная армия во главе с Тамхосроем разгромила войска, собранные по всей империи Тиберием и отданные под командование Юстиниану, сыну Германа.
В дальнейшем война шла с переменным успехом и, хотя она велась на сравнительно небольшом пространстве, требовала от государств чрезвычайного напряжения их экономики. Жадность, ограниченность и отсутствие дипломатических дарований Маврикия были причиной не только военных неудач Византии, но и волнений в армии и ссоры с гассанидами. Сменивший Маврикия в качестве магистра армии Иоанн Мистакон потерпел поражение у реки Нимфия и был заменён зятем императора Филиппиком, который смог одержать важную победу при Солахе, позволившую византийцам вступить в Арзанену. К концу 580-х годов моральный дух в византийской армии существенно снизился, и в мае 589 года благодаря предательству персы смогли захватить Мартирополь, важный укреплённый пункт в византийской Армении.
Завершение войны произошло, с одной стороны, вследствие внутренней слабости правления Хормизда IV, наследовавшего Хосрову I в 579 году, и дипломатических успехов Византии, сумевшей к 589 году сформировать против Персии коалицию из тюрков, хазар и арабов, с другой. Наибольшую опасность представляли тюрки, 300-тысячная армия которых осенью 589 года вторглась в восточные пределы сасанидской империи. Успешно завершившаяся благодаря победам Бахрама Чубина война с тюрками перешла в гражданскую войну, в ходе которой Хормизд был свергнут и ослеплён, его сын Хосров бежал в Византию, а шахский трон узурпировал Бахрам Чубин. Оба претендента на иранский трон, наследник престола и узурпатор, обратились за поддержкой к Маврикию, и после долгих раздумий поддержка была оказана Хосрову. В мае 591 года соединённое византийско-армянско-персидское войско одержало решающую победу под Ганзаком, Чубин сумел увести своих сторонников в Среднюю Азию, а Хосров II Парвиз утвердился на престоле, и тогда же был заключён мирный договор. По этому договору Хосров II вернул Византии все захваченные у неё города, отдал области в Месопотамии, часть Иберии и большую часть Армении, отказался от денежных требований и разрешил постройку церквей.

#### Между войнами. 591—604 годы
После завершения войны Хосров II занялся укреплением своей власти. Первоочередной являлась задача обновить центральную и провинциальную администрацию, скомпрометировавшую себя сотрудничеством с узурпатором. Опираясь на военную поддержку Маврикия, оставившего шаху тысячу воинов для личной охраны, Хосров назначил на ключевые должности своих спутников по византийским скитаниям, особенно отметив своих родственников Бистама и Бистоя, своих ключевых сторонников. Через непродолжительное время был устранён нашедший убежище у тюрков Бахрам Чубин, до сих пор не оставлявший планов захвата власти в Персии, после чего дошла очередь и до получивших слишком большую власть Бистама и Бистоя.
Кабальные для Персии условия мирного договора неукоснительно выполнялись при жизни Маврикия. В этом отношении показателен рассказ о том, как Хосров, получив от императора почётное платье с вышитыми на нём крестами, появился в нём на пиру, чем вызвал смятение среди зороастрийцев, решивших, что их повелитель сменил веру. Поддержка, оказываемая шахом не только христианам своей страны, но и византийским монофизитам, преследования которых усилились в конце VI века, облегчила ему завоевание восточных областей империи в начавшейся после свержения Маврикия войне. Повод для войны долго искать не пришлось — Хосров II отказался признать в качестве императора свергнувшего в 602 году Маврикия Фоку и предпочёл считать, что сын свергнутого монарха Феодосий спасся и является законным императором. Однако уже в правление Маврикия правительство Хосрова пыталось прервать мирные отношения с Византией.
Важные процессы происходили в рассматриваемый период на границах империй. Испытывая трудности на северной границе своего государства, где усилилась активность аваров и славян, Маврикий рассматривал планы переселения значительной части армян на Балканы, что, разумеется, было самими армянами воспринято отрицательно. В Иберии, после назначения куропалатом Гурама, византийское влияние восстановилось, однако уже сын последнего, Стефаноз, предпочёл стать союзником Хосрова в войне с Византией. Внешнеполитическая деятельность Хосрова также не была полностью успешна — его разрыв с лахмидами, ставшими основной силой среди арабов после угасания рода правителей лахмидов, привёл к поражению персов в битве при Зу-Каре и, как следствие, к тому, что арабы осознали себя самостоятельной силой, способной противостоять великим империям.

### VII век

#### Последняя война. 604—630 годы
Хотя мирные отношения между Византией и Ираном были прерваны в 602 году, военные действия начались лишь через полтора года после провозглашения Фоки императором в ноябре 602 года. Всё это время в империи было неспокойно — в столице волновались демы, в Сирии обострились религиозные и этнические конфликты, в Александрии происходили уличные стычки. В 604 году в Эдессе поднял восстание и обратился за помощью к Хосрову II один из самых авторитетных на тот момент полководцев византийской армии Нарсес. Хосров откликнулся на этот призыв, отправив войска к границе Византии, в связи с чем Фоке пришлось спешно заключать мир с аварами и перебрасывать армию с Балкан. Командующими с византийской стороны были Герман и евнух Леонтий, количество персидских военачальников точно не известно, в их числе называются Фаррухан Шахрвараз и Шахин. В битве у Арзамона византийцы потерпели первое поражение, затем были захвачены Дара и ряд других городов в последующие два года.
В 607 году Византия потеряла Амиду и все территории до Евфрата. Дальнейшей целью Персии стали Сирия, Палестина и Финикия, операции в которых закончились к 609 году.
В 610 году персы переправились через Евфрат и взяли такие крупные города, как Бероя и Антиохия. В этом и следующем годах персы также успешно действовали в Малой Азии, захватив Галатию и Пафлагонию, войска Хосрова дошли до Халкидона. При этом поменялся характер завоевательной политики Персии. Если раньше целью их походов было исключительно ограбление захваченных областей, и захваченные города после разграбления и разрушения оставлялись, теперь осуществлялся планомерный захват византийских областей.
Свержение Фоки в 610 году и воцарение Ираклия, сразу же по вступлении на трон отправившего посла к Хосрову с сообщением о том, «так как Фока убил Маврикия царя, твоего друга, я убил Фоку», не привели даже к заключению перемирия.
В октябре 611 завоевание Сирии было продолжено, в следующем году пали Кесария Каппадокийская и Дамаск. В 614 году после 20-дневной осады персы смогли взять Иерусалим, где погибло от 60 000 до 90 000 человек. Оставшиеся в живых были угнаны в Иран. В числе вывезенных из города сокровищ был Животворящий Крест, в обладании которым Хосров, по словам Балами, видел большое символическое значение. В 615 году было начато, а к 618 году завершено завоевание Египта. К 622 году были захвачены Анкара и остров Родос;
Сасанидская империя достигла предела своего территориального распространения. На захваченных территориях Хосров запретил «халкидонскую веру», предоставив христианам право перейти либо в монофизитство, либо несторианство. По свидетельству монофизитского историка Михаила Сирийца, городские центры Месопотамии, подчинившиеся шаху, «находились в мире и процветании». Также поддержку захватчикам оказали иудеи, поднявшие мятеж в 613 году.
Начиная с 619 года Ираклий начал серию реформ, в числе которых были военная реформа и создание фемной системы, приведших к росту боеспособности армии. С другой стороны, ведение боевых действий на широком фронте от Чёрного моря до Египта требовало от Ирана содержания огромной армии, что вызывало недовольство населения завоёванных областей.
Разгромленные в 616 году Смбатом Багратуни эфталиты вступили в союз с тюрками и нанесли поражение Ирану, достигнув Рея и Исфахана.
В 622 году император Ираклий лично принял на себя обязанности главнокомандующего и 5 апреля выступил в поход в Малую Азию. В течение всего этого года он занимался формированием и обучением своей армии, не вступая в крупные сражения, а весной 623 года внезапно двинулся через Армению в Атропатену, захватив и разрушив по дороге Двин, Нахичевань и Урмию, войско Ираклия перешло реку Аракс и направилось к столице области, Гандзаку. Стремительным штурмом город, в котором находились резиденция Хосрова и храм огня, был захвачен и разрушен, а вся область разорена. Зиму византийское войско провело в Албании, в то время как персы туда перебрасывали из Сирии армию Шахрбараза. Этот регион и стал ареной боевых действий кампании 624—625 годов, прошедшей для Византии успешно. Теодор Нёльдеке даёт следующую оценку действиям Ираклия: «Его почти авантюрные передвижения с места на место, во время которых он обычно не имел тыловой связи и должен был встречать большие затруднения при снабжении своих войск продовольствием, характеризуют Ираклия как великого полководца и крупного политика».
В 626 году персы смогли перейти в наступление, однако запланированное совместно с аварами взятие Константинополя осуществить не удалось. Поражение армии Шахина в этом году нанёс также брат императора, Феодор, в то время как сам император был занят подготовкой второго персидского похода и формированием союза с хазарами. Последние в следующем, 627 году, огромной армией пройдя через Дербентский проход, осадили Тбилиси, однако взять город смогли только через год. Осенью 627 года Ираклий начал новый поход, выступив от Тбилиси и двигаясь на юг, в Ассирию. 12 декабря состоялась битва при Ниневии, в которой персы потерпели сокрушительное поражение, а их полководец Рахзад и большая часть военачальников погибли. Персы не смогли организовать сопротивление на пути к Ктесифону, и в начале января 628 года Ираклий занял несколько шахских резиденций, однако, продвинувшись дальше к югу, он обнаружил, что мосты у персидской столицы разрушены, и переправа невозможна. Поэтому он повернул обратно и, разоряя всё на своём пути, в марте достиг Гандзакара, где его настигло известие о свержении и казни Хосрова II Парвиза.
Несмотря на то, что после смерти Хосрова в Иране началась борьба за власть и возможность вести войну существенно уменьшилась, восстановление византийского контроля над Ближним Востоком заняло ещё почти год. Сын Хосрова, Кавад II Шируйе, царствовавший насколько месяцев в 628 году, предпринял попытку заключить мирный договор, пообещав оставить захваченные провинции, отпустить всех захваченных пленных и вернуть древо распятия, однако окончательно война была прекращена при царствовавшем 40 дней Шахрбаразе.

#### Эпилог
К 628 году мусульманская община достигла значительных успехов, был одержан ряд важных побед и заключён Договор в Худайбии, поэтому могут быть достоверными свидетельства о том, что Мухаммед отправил послания с требованием принять ислам правителям соседних государств, в том числе Ираклию и Хосрову II. По преданию, получив письмо, Хосров разорвал его и приказал своему наместнику в Йемене, чтобы тот доставил ему «раба». О реакции Ираклия ничего не известно.
Хронология первых византийско-арабских столкновений известна не точно. После того как ислам принял сасанидский губернатор Йемена и вся южная Аравия покорилась Мухаммеду, последний переключил своё внимание на север. В 629 году он направил отряд из 3000 всадников для карательной экспедиции против гассанидов, которые обратились за помощью к Ираклию. В результате большая (200-тысячная, как сообщают средневековые мусульманские источники) арабо-византийская армия одержала победу при Муте, однако это не обескуражило мусульман. Завоевание Сирии началось в конце 633 или начале 634 года, в 635 году арабы взяли Дамаск, однако через год были вынуждены его оставить ввиду византийского контрнаступления, после чего окончательно захватили его в конце 636 года, в 637 году пал Иерусалим. Египет смог купить перемирие на 3 года за крупный выкуп, после чего был завоёван в 640 году. В 640 году завоевание Палестины было завершено взятием Кесарии, тогда же началось вторжение в Армению и Малую Азию.
Арабское завоевание Ирана началось с похода Халида ибн Валида на территорию современного Ирака в 633 году. Однако затем Халид был направлен на войну с Византией, и персы смогли перейти в контрнаступление, отвоевав утраченные позиции. Следующее арабское вторжение возглавил в 636 году Саад ибн Абу Ваккас, одержавший победу в решающей битве при Кадисии, давшей арабам контроль над западной Персией. Некоторое время горы Загрос оставались границей между Халифатом и остатками Сасанидской империи. В 642 году халиф Умар начал и в 644 году завершил завоевание Ирана.

### Исследования
на английском языке
- Baynes N. H. Rome and Armenia in the fourth century (англ.) // The English Historical Review. — New York-Bombay-Calcutta, 1910. — Vol. XXV. — P. 625—643.
- Bivar A. D. H. The political history of Iran under the Arsacids // Cambridge History of Iran. — Cambridge University Press, 1993. — Т. 3(1). — P. 21—99. — ISBN 0-521-20092-X.
- Blois L. de. The policy of the emperor Gallienus. — BRILL, 1976. — 242 p. — ISBN 90 04 04508 2.
- Bury J. B. History of the Later Roman Empire from Arcadius to Irene. — London, 1889. — 482 p. Архивировано 3 июля 2007 года.
- Bury J. B. History of the Later Roman Empire from Arcadius to Irene. — London, 1889. — 579 p. Архивировано 3 июля 2007 года.
- Bury J. B. The date of the battle of Singara (англ.) // Byzantinische Zeitschrift. — Leipzig, 1896. — P. 302—306.
- Butler A. The Arab Conquest of Egypt – And the Last Thirty Years of the Roman Dominion. — Oxford: Clarendon Press, 1902. — 563 p.
- Canepa M. P. The two eyes of the Earth: art and ritual of kingship between Rome. — Univercity of California Press, 2009. — 425 p. — ISBN 978-0-520-25727-6.
- Croke B., Crow J. Procopius and Dara (англ.) // The Journal of Roman Studies. — 1983. — Vol. 73. — P. 143—159.
- Dignas B., Winter E. Rome and Persia in late antiquity: neighbours and rivals. — Cambridge University Press, 2007. — 347 p. — ISBN 978-0-511-34248-6.
- Edwell P., Edwell P. M. Between Rome and Persia: the middle Euphrates, Mesopotamia and Palmyra under Roman control. — Routledge, 2008. — 289 p. — ISBN 0-203-93833-X.
- Frye R. N. The History of Ancient Iran. — München, 1984. — ISBN 3 406 09397 3.
- Frye R. N. The political history of Iran under the Sasanians // Cambridge History of Iran. — Cambridge University Press, 1993. — Т. 3(1). — P. 116—180. — ISBN 0-521-20092-X.
- Gawlikowski M. The first season of excavations in Hatra, Iraq (недоступная ссылка — история) (англ.) // PAM. — 1990. — Vol. II. — P. 119—121.
- Gibbon E. The History of the Decline and Fall of the Roman Empire / J. B. Bury. — London, 1901. — Т. III.
- Greatrex G. Byzantium and the East in the Sixth Century (англ.) // M. Maas The Cambridge companion to the Age of Justinian. — 2005. — P. 477—509.
- Greatrex G., Bardill J. Antiochus the "Praepositus": A Persian Eunuch at the Court of Theodosius II (англ.) // Dumbarton Oaks Papers. — 1996. — Vol. 50. — P. 171—197. — JSTOR 1291743.
- Hollum K. G., Vikan G. The Trier Ivory, "Adventus" Ceremonial, and the Relics of St. Stephen (англ.) // Dumbarton Oaks Papers,. — 1979. — Vol. 33. — P. 113—133. — JSTOR 1291435.
- Hollum K. G. Theodosian empresses: women and imperial dominion in late antiquity. — University of California Press, 1989. — 258 p. — ISBN 0-520-06801-7.
- Isaac B. The Eastern Frontier // A. Cameron, P. Garnsey The Cambridge Ancient History. — Cambridge, 1998. — Т. XIII (The Late Empire, AD 337–425). — P. 437—460. — ISBN 978-0-521-30200-5.
- Kaegi W. E. Byzantium and the early Islamic conquests. — Cambridge University Press, 1995. — 313 p. — ISBN 0 551 41172 6.
- Lenski N. E. Failure of empire: Valens and the Roman state in the fourth century A.D. — University of California Press, 2002. — 454 p. — ISBN 0-520-23332-8.
- Morony M. Sasanids (англ.) // Encyclopaedia of Islam. — Leiden: BRILL, 1997. — Vol. IX. — P. 70—83. — ISBN 90 04 10422 4.
- Naroll R., Bullough V. L., Naroll F. Military deterrence in history: a pilot cross-historical survey. — SUNY Press, 1974. — 416 p. — ISBN 0-87395-047-X.
- Nixon C. E. V., Rodgers B. S. In praise of later Roman emperors: the Panegyrici Latini : introduction, translation, and historical commentary, with the Latin text of R.A.B. Mynors. — University of California Press, 1994. — 735 p. — ISBN 0-520-08326-1.
- Odahl C. M. Constantine and the Christian empire. — Routledge, 2004. — 400 p. — ISBN 0-203-55269-5.
- Pollard N. Soldiers, cities, and civilians in Roman Syria. — University of Michigan Press, 2000. — 349 p. — ISBN 0-472-11155-8.
- Potter D. S. The Roman Empire at bay, AD 180-395. — Routledge, 2004. — 762 p. — ISBN 0-203-40117-4.
- A.E. Redgate. The Armenians. — Oxford: Blackwell, 1998. — 332 с. — ISBN 0-631-14372-6.
- The Roman Imperial Coinage / H. Mattingly. — London: Sink & Son Ltd, 1927. — 500 p.
- Shahîd I. Byzantino-Arabica: The Conference of Ramla, A. D. 524 (англ.) // Journal of Near Eastern Studies. — The University of Chicago Press, 1964. — Vol. 23, iss. 2. — P. 115—131. — JSTOR 543677.
- Shahîd I. Byzantium and the Arabs in the fifth century. — Dumbarton Oaks, 1989. — 592 p. — ISBN 0-88402-152-1.
- Shahîd I. Byzantium and the Arabs in the Sixth Century. — Harvard University Press, 2009. — 391 p. — ISBN 978-0-88402-347-0.
- Sicker M. The pre-Islamic Middle East. — Greenwood Publishing Group, 2000. — 231 p. — ISBN 0-275-96890-1.
- Southern P. The Roman Empire from Severus to Constantine. — London, New York: Routledge, 2001. — 416 p. — ISBN 0-203-45159-7.
- Sundermann W. What has come down to us from Manicheism? / Armin Lange, Eric M. Meyers, Benno Peters. — Light Against Darkness: Dualism in Ancient Mediterranean Religion and the Contemporary World. — Vandenhoeck & Ruprecht, 2011. — 368 p.
- Sykes P. A history of Persia. — London: Macmillan, 1915. — 544 p.
- Vasiliev A. A. The Goths in the Crimea. — The Mediaeval academy of America, 1936. — 292 p.
- Vasiliev A. A. Justin the First. An introduction to the Epoch of Justinian the Great. — Harvard Univercity Press, 1950. — 439 p.
- Wiesehöfer J. Ancient Persia. — I.B.Tauris, 2001. — 332 p. — ISBN 1 86064 675 1.
- Williams S. Diocletian and the Roman recovery. — Routledge, 1997. — 264 p. — ISBN 0-415-91827-8.
- Zarrinkūb, Abd Al-Husain. The Arab Conquest of Iran and its Aftermath // The Cambridge History of Iran. — Cambridge University Press, 1975. — Т. 4. — P. 1—56. — doi:10.1017/CHOL9780521200936.002.

на немецком языке
- Güldenpenning A. Geschichte des oströmischen Reiches unter den Kaisern Arcadius und Theodosius II. — Halle, 1885. — 425 p.
- Güterbock K. Romisch-Armenien und die römischen satrapieen im vierten bis sechsten jahrhundert (нем.) // Festgabe der Juristischen Fakultät zu Königsberg für ihren Senior Johann Theodor Schirmer zum 1. August 1900. — Königsberg, 1900. — P. 1—58.
- Hartmann U. Das palmyrenische Teilreich. — Berlin: Franz Steiner Verlag, 2001. — 532 p. — ISBN 3-515-07800-2.
- Kreucher G. Der Kaiser Marcus Aurelius Probus und seine Zeit. — Berlin: Franz Steiner Verlag, 2003. — 298 p. — (Historia Einzelschriften). — ISBN 3-515-08382-0.
- Mosig-Walburg K. Römer und Perser: vom 3. Jahrhundert bis zum Jahr 363 n. Chr. — Computus Druck Satz Verlag, 2009. — 383 p. — ISBN 978-3-940598-02-8.
- Reiche F. Chronologie der letzten 6 Bücher des Ammianus Marcellinus. — Liegnitz: Drück von Adolf Niegisch, 1889. — 74 p.
- Seeck O. Geschichte des Untergangs der antiken Welt. — Stuttgart, 1911. — Т. IV.
- Stein E. Studien zur Geschichte des Byzantinischen Reiches, vornehmlich unter den Kaisern Justinus 2 u. Tiberius Constantinus. — Stuttgart, 1919. — 199 p.

на русском языке
- Адонц Н. Г. Армения в эпоху Юстиниана. — 2 изд. — Ереван: Изд-во Ереванского Университета, 1971. — 526 с.
- Дмитриев В. А. «Ночное сражение» под Сингарой: к вопросу о хронологии военно-политических событий середины IV в. н.э. в Верхней Месопотамии // Проблемы истории, филологии, культуры. — 2012. — Вып. 3(37). — С. 77–86.
- Колесников А. И. Две редакции письма Мухаммеда сасанидскому шаху Хосрову II Парвизу // Палестинский сборник. — 1967. — Вып. 17(80). — С. 74—83.
- Колесников А. И. Иран в начале VII века. — Л.: Наука. Ленингр. отд-ние, 1970. — Т. 22 (85). — 144 с. — (Палестинский сборник).
- Луконин В. Г. Культура сасанидского Ирана в III—V вв. Очерки по истории культуры. — М.: Наука, 1969. — 242 с.
- Манандян Я. А. Маршруты персидских походов императора Ираклия // Византийский временник. — 1950. — Т. 3. — С. 133—153.
- Мнацаканян С. Сооружение о 4-х колоннах в Ани // Պատմաբանասիրական հանդես. — 1975. — Вып. 4. — С. 234-240.
- Пигулевская Н. В. Месопотамия на рубеже V—VI вв. н. э. Сирийская хроника Иешу Стилита как исторический источник / Отв. редактор акад. И.Ю. Крачковский. — Труды института востоковедения. — М.‒ Л.: Издательство Академии наук СССР, 1940. — Т. XXXI. — 176 с.
- Пигулевская Н. В. Византия и Иран на рубеже VI-VII вв. / Отв. редактор акад. В. В. Струве. — Труды института востоковедения. — М.‒ Л.: Издательство Академии наук СССР, 1946. — Т. XLVI. — 291 с.
- Пигулевская Н. В. и др. История Ирана с древнейших времен до конца XVIII века. — Л.: Издательство Ленинградского университета, 1958. — 390 с.
- Пигулевская Н. В. Арабы у границ Византии и Ирана в IV-VI вв. — М.‒ Л.: Наука, 1964.
- Серов В. В. Персидские войны Юстиниана I: финансовый аспект // Алтайский государственный университет. Востоковедные исследования на Алтае: сборник статей. — Барнаул, 2000. — Вып. 2. — С. 29—44. Архивировано 26 июля 2012 года.
- Тревер К. В. Очерки по истории и культуре кавказской Албании IV в. до н. э. — VII в. н.э. — М.-Л.: Издательство АН СССР, 1959.
- Фрай Р. Наследие Ирана. — 2 изд. — М.: Издательская фирма «Восточная литература»  РАН, 2002. — 463 с. — ISBN 5-02-018306-7.

на французском языке
- Chaumont M. L. Les Sassanides et la christianisation de l'Empire iranien au IIIe siècle de notre ère (фр.) // Revue de l'histoire des religions. — 1964. — Vol. 165, livr. 2. — P. 165—202. — doi:10.3406/rhr.1964.8015.
- Gagé J. Comment Sapor a-t-il "triomphé" de Valérien? (фр.) // Syria. — 1965. — Vol. 42, livr. 3-4. — P. 343—388. — doi:10.3406/syria.1965.5816.
- Guillaumont A. Justinien et L'église de Perse (фр.) // Dumbarton Oaks Papers. — 1970. — Vol. 23. — P. 39—66. — JSTOR 1291290.
- Labourt J. Le christianisme dans l'empire Perse. — Paris, 1904. — 358 p.